# Shaft (2019)
Shaft ist eine US-amerikanische Actionkomödie aus dem Jahr 2019. Regie führte Tim Story. Der Film stellt eine Fortsetzung zur Shaft-Filmreihe dar und nimmt sowohl Bezug zum originalen Shaft-Film (1971) als auch zum Remake Shaft – Noch Fragen? (2000).

## Handlung
1989 sind John Shaft, seine Frau Maya Babanikos sowie ihr gemeinsamer Sohn JJ im Säuglingsalter Ziel eines Anschlags. Shaft wehrt die Angreifer ab, doch es kommt zum Bruch zwischen ihm und Maya, die JJ von nun an alleine großzieht. Der einzige Kontakt sind Johns geschmacklose Geburtstagsgeschenke für seinen heranwachsenden Sohn.
25 Jahre später beginnt JJ Shaft nach einem MIT-Studium als Datenanalyst beim FBI zu arbeiten. Sein Jugendfreund Karim stirbt an einer Überdosis. Der an PTBS leidende Ex-Soldat hatte gerade mit ehemaligen Kameraden die Selbsthilfegruppe Brothers Watching Brothers gegründet. JJ bezweifelt die angebliche Todesursache, beginnt auf eigene Faust zu ermitteln, stößt jedoch bald an seine Grenzen. Er konfrontiert den Dealer, von dem Karim seine Drogen gekauft haben soll, doch seine Ermittlungen enden im Krankenhaus.
JJ kontaktiert seinen Vater und die beiden ermitteln gemeinsam, wobei einige Generationenkonflikte zu bewältigen sind. Spuren führen zu Shafts Erzfeind Gordito. Sie überleben einen Attentatsversuch und präsentieren ihre Beweise dem FBI. Als aber bei einer Razzia in einer Moschee keine Drogen gefunden werden, unterstellen die Medien dem FBI Islamophobie und JJ wird als Sündenbock suspendiert. Kurz darauf überwerfen sich auch JJ und Shaft, weil sich JJ instrumentalisiert fühlt.
JJ und seine Freundin Sasha ermitteln weiter und stoßen dabei auf eine Verbindung zu Brothers Watching Brothers, die als Tarnorganisation den Drogenschmuggel übernehmen. Sasha wird gefangen genommen, während Shaft in letzter Sekunde seinen Sohn retten kann. In ihrer Not wenden sich er und sein Sohn an Shaft Sr. Mit einem beachtlichen Waffenarsenal und technischen Fähigkeiten ausgestattet, kommt es zum großen Showdown im Penthouse von Gordito, in dessen Verlauf Sasha befreit wird, Shaft sich aber eine Kugel für seinen Sohn einfängt.
JJ erhält seinen Job zurück, den er jedoch ablehnt, um mit seinem Vater und Großvater als Privatdetektiv zu ermitteln.

## Hintergrund
Nachdem Shaft – Noch Fragen? 2000 über Paramount Pictures veröffentlicht worden war, kaufte New Line Cinema die Rechte auf und plante einen neuen Film über John Shaft zusammen mit Produzent John Davis von Davis Entertainment. Am 20. Januar 2017 wurde schließlich Tim Story als Regisseur verpflichtet.
Netflix sicherte sich im Oktober 2017 die internationalen Distributionsrechte und konnte den Film zwei Wochen nach seiner Kinopremiere außerhalb der Vereinigten Staaten auf seiner Streaming-Plattform zeigen. Dafür brachte Netflix etwa die Hälfte des Budgets von 30 Millionen US-Dollar auf.
Im Februar 2018 begannen die Dreharbeiten. Der Film erschien am 14. Juni 2019 in den Vereinigten Staaten, Kanada, Japan und Brasilien im Kino. Am 28. Juni 2019 startete er in den australischen und argentinischen Kinos. Netflix veröffentlichte den Film international am 28. Juni 2019.
An den Kinokassen enttäuschte der Film, der zusammen mit Men in Black: International startete und mit Late Night konkurrieren musste, der eine Woche vorher gestartet war. Zwar erreichte der Film am Starttag 2,7 Millionen US-Dollar, doch brachen anschließend die Besucherzahlen ein. So machte der Film in der ersten Woche lediglich 8,7 Millionen US-Dollar und 3,6 Millionen US-Dollar in der zweiten Woche.

## Rezeption
Der Film wurde vom Kinopublikum, aber auch von den meisten Kritikern nicht gut aufgenommen. In einem Sommer, in dem die Zuschauer eh von den andauernden Sequels ermüdet schienen (sequel fatigue), komme belastend hinzu, dass Shaft nur bedingt als Fortsetzung tauge, schreibt etwa Nate Jones in Vulture: Denn zwar kenne wohl jeder den Namen und möge die Titelmusik, aber begeisterte Anhänger habe Shaft – Noch Fragen? aus dem Jahr 2000 nicht gefunden.
Sidney Schering kam auf Filmstarts.de zu folgendem Resümee:

„‚Shaft‘ verbindet wenig mit seinen Vorgängern: Scherze über Millennials statt scharfe Gesellschaftskritik und ein stark runtergeschraubter visueller Style bescheren uns einen Sitcom-‚Shaft‘, bei dessen Späßen aber größtenteils das Timing sitzt.“